# 塞里奥河畔菲奥拉诺
塞里奥河畔菲奥拉诺（義大利語：Fiorano al Serio），是意大利贝加莫省的一个市镇。总面积1.1平方公里，人口3004人，人口密度2700人/平方公里（2016年）。国家统计（ISTAT）代码为016100。